# Schneeburg von Kemi

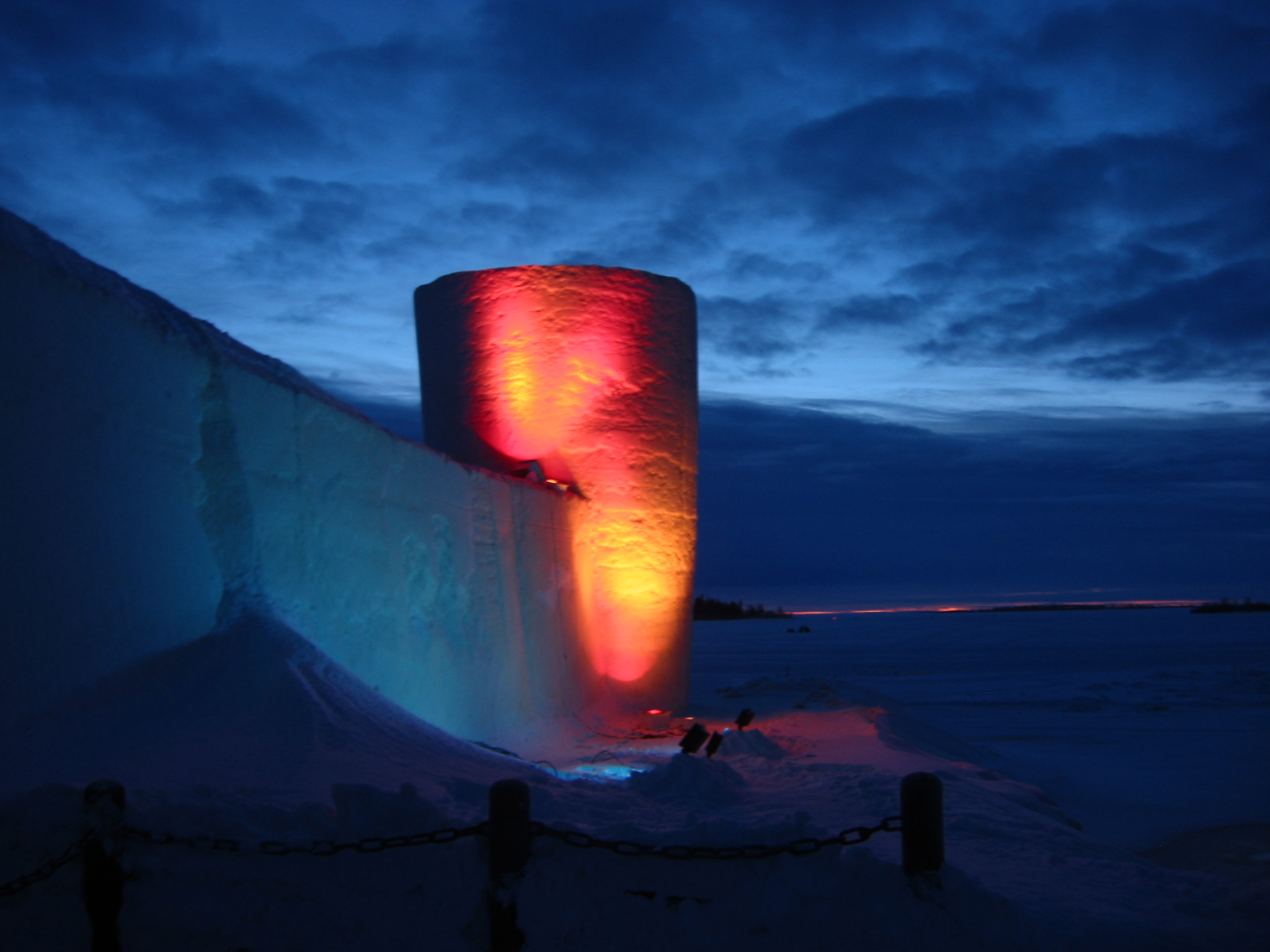
Die Schneeburg 2006

Die Schneeburg von Kemi (finn. Kemin lumilinna) ist die größte aus Schnee gebaute Burg der Welt. Sie wird als Eishotel genutzt und wird jährlich im Winter mit wechselnder Architektur in Kemi, Finnland, errichtet.

## Fakten
Die erste Schneeburg besuchten 1996 über 300.000 Besucher.
Die Ausmaße variierten von 13.000 zu 20.000 m², der höchste Turm war über 20 Meter hoch und die längste Mauer über 1 km lang.
In der Anlage gibt es jeweils ein Restaurant, ein Hotel und eine Kapelle. Aufgrund einer entsprechenden Kooperation mit der finnischen evangelisch-lutherischen Kirche sind Trauungen im Schneehotel möglich. Die dazugehörenden Hochzeitsfeiern lassen sich im Restaurant- und Bar-Bereich ausrichten, der Hotelbereich beinhaltet auch eine Honeymoon-Suite.
Im Jahre 2023 gab es nur noch eine kleine Schneeburg mit einem kleinen Irrgarten. Es gab kein Schneehotel und keine Schneekapelle. Übernachten kann man nur in Containern. 
Folgende Galerie beinhaltet Bilder der Schneeburg aus dem Jahr 2012, in dem das Motto der Schneeburg der Sport war.

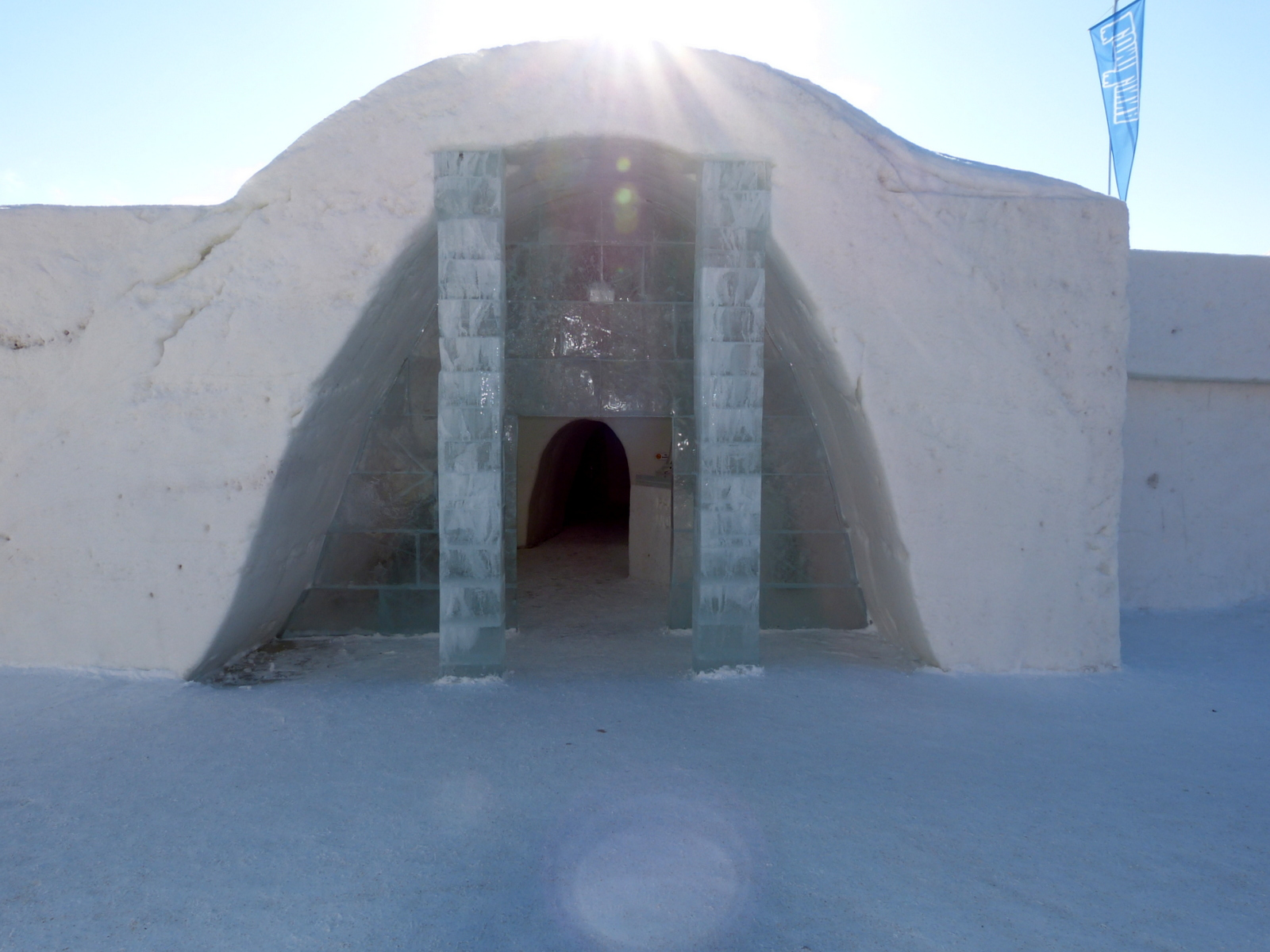
Eingang
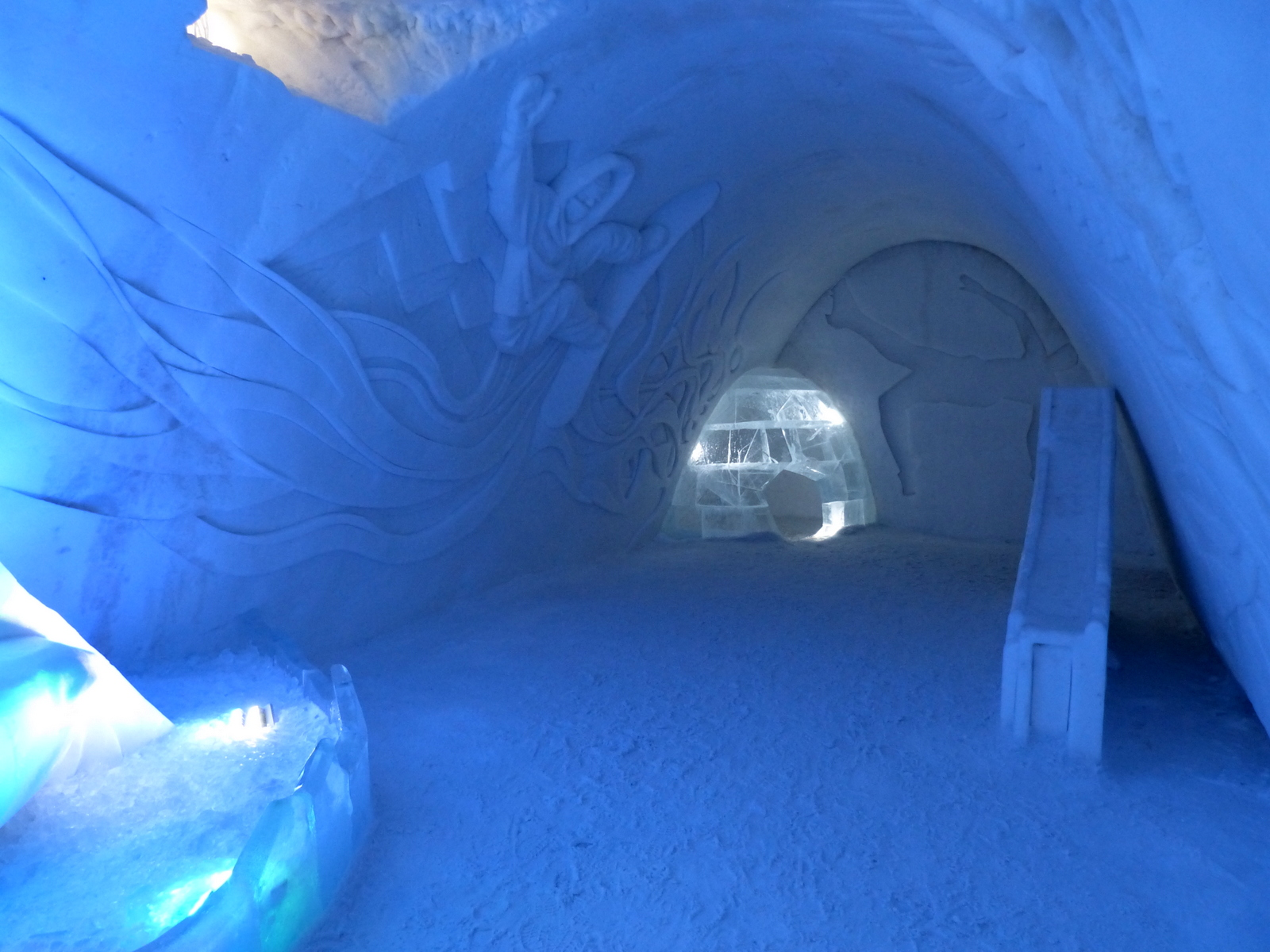
Sport als Motto
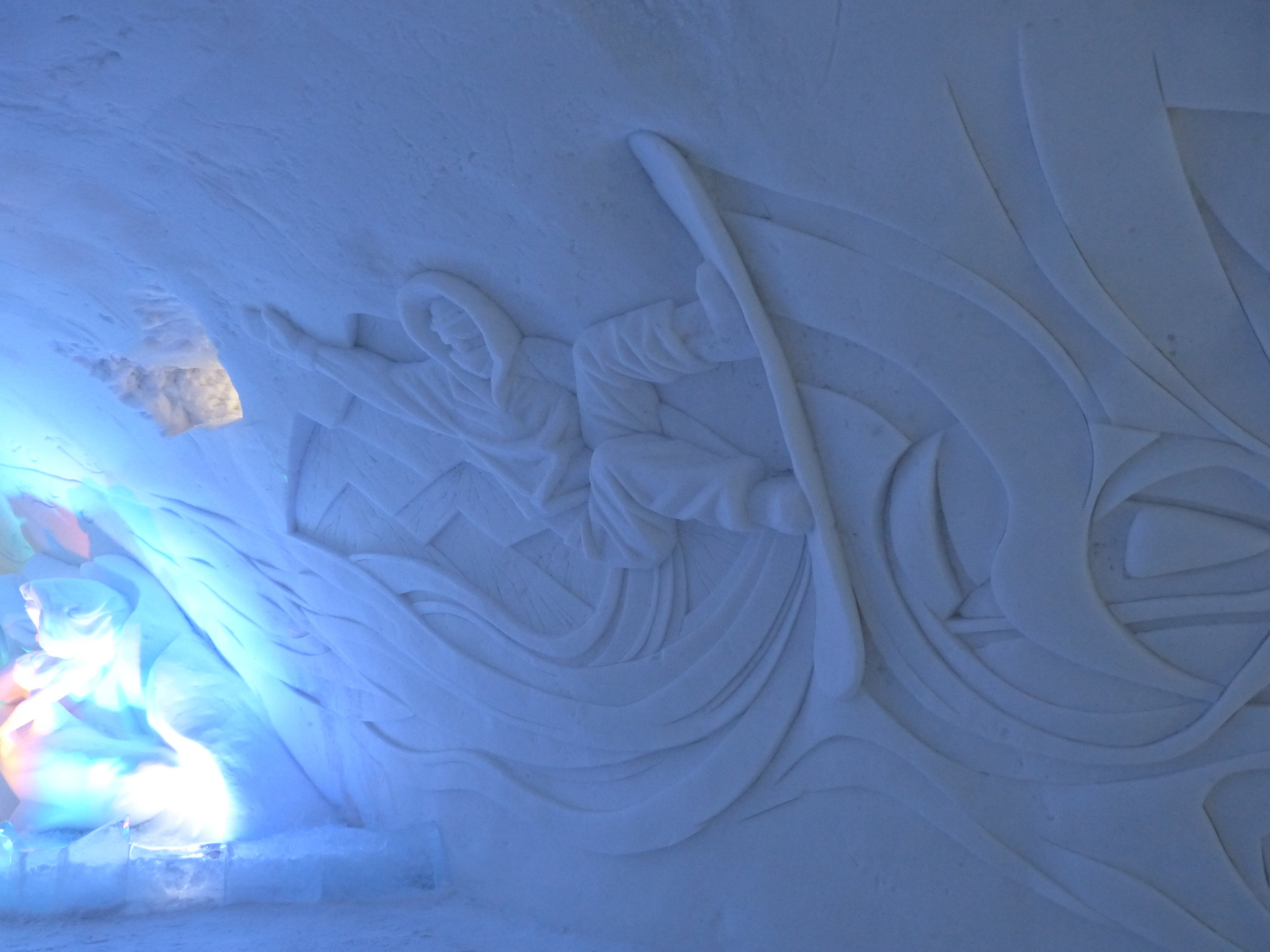
Snowboarder
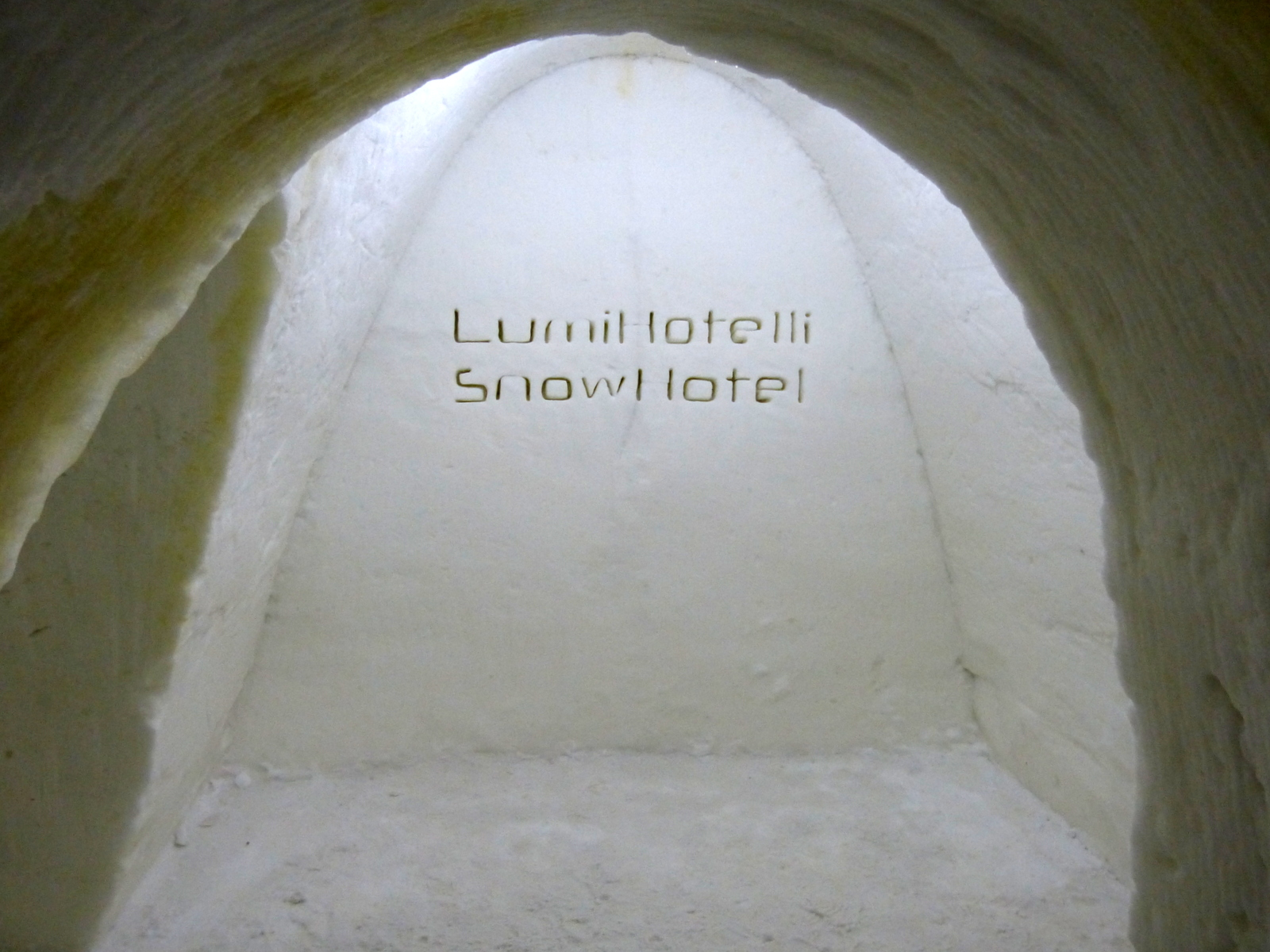
Hotelbereich
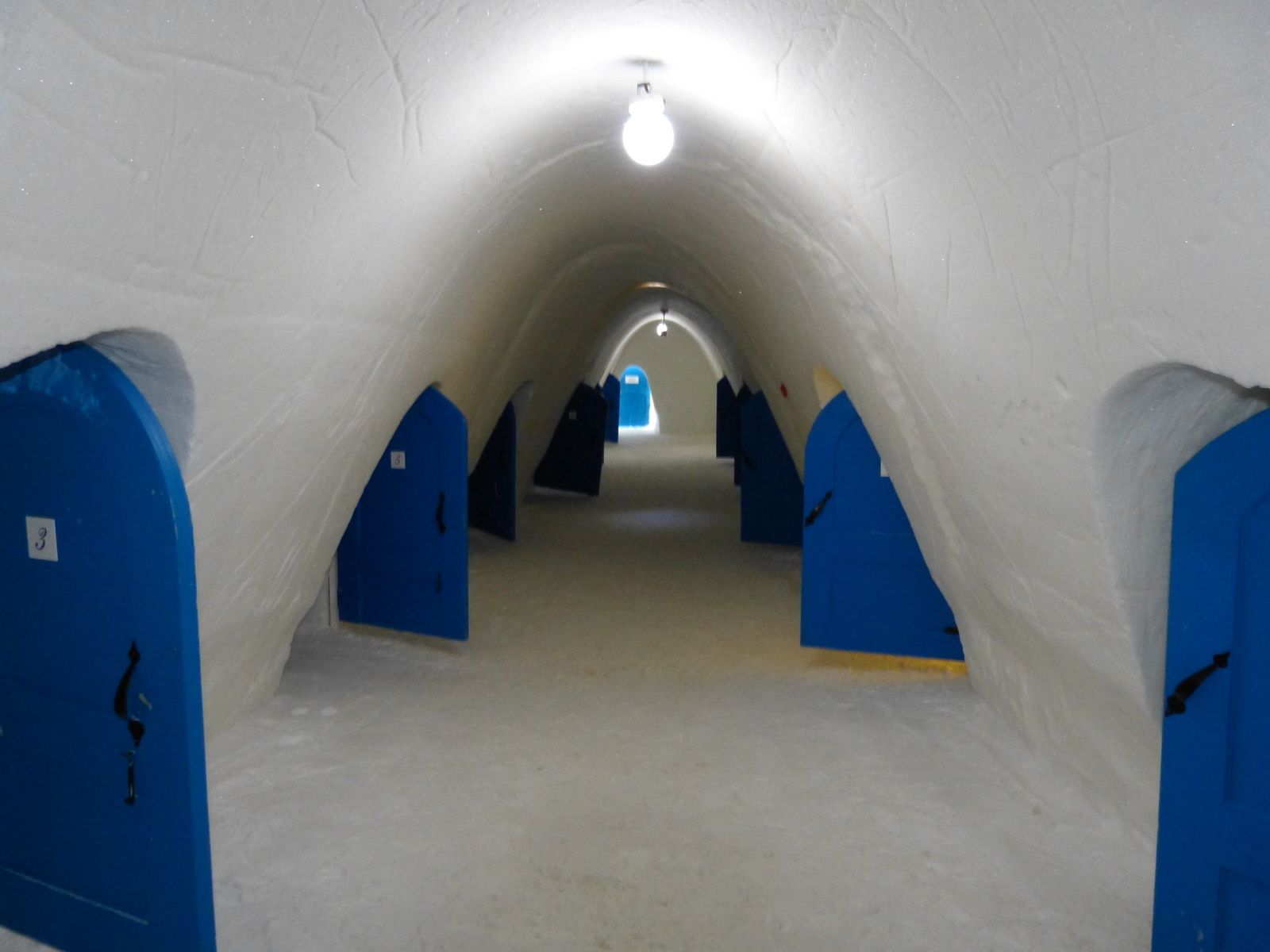
Hotelflur
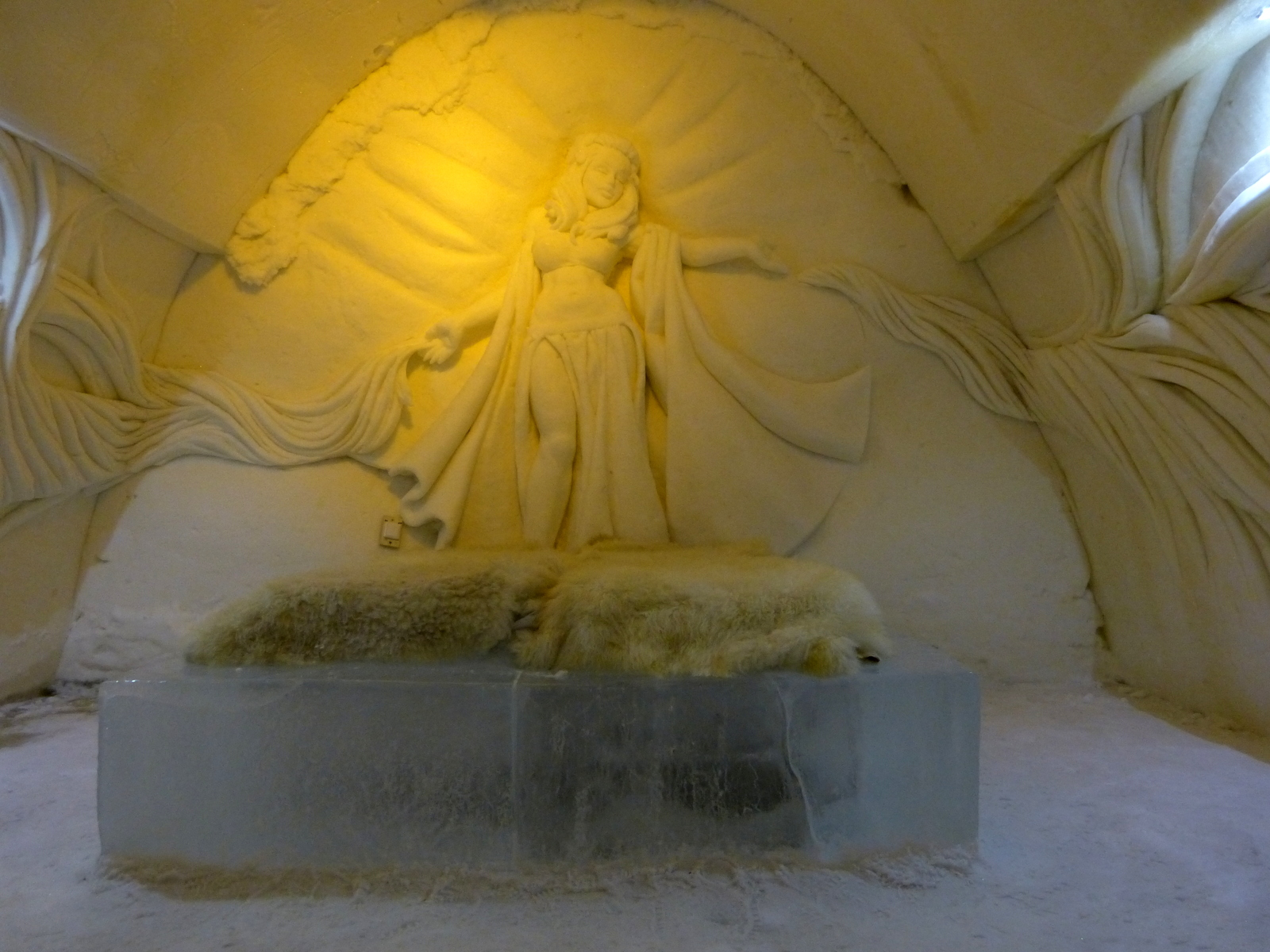
Honeymoon Suite
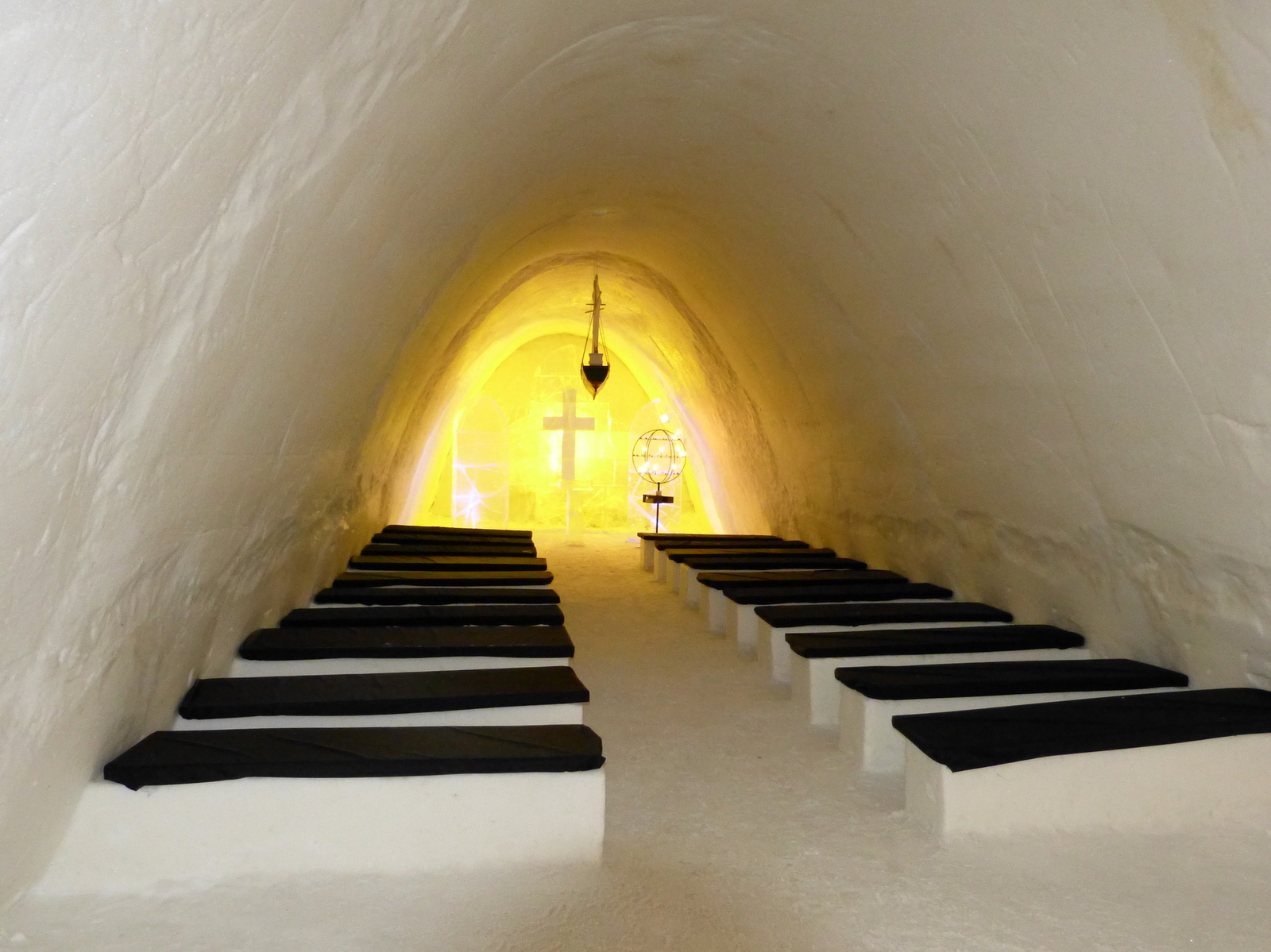
Kapelle
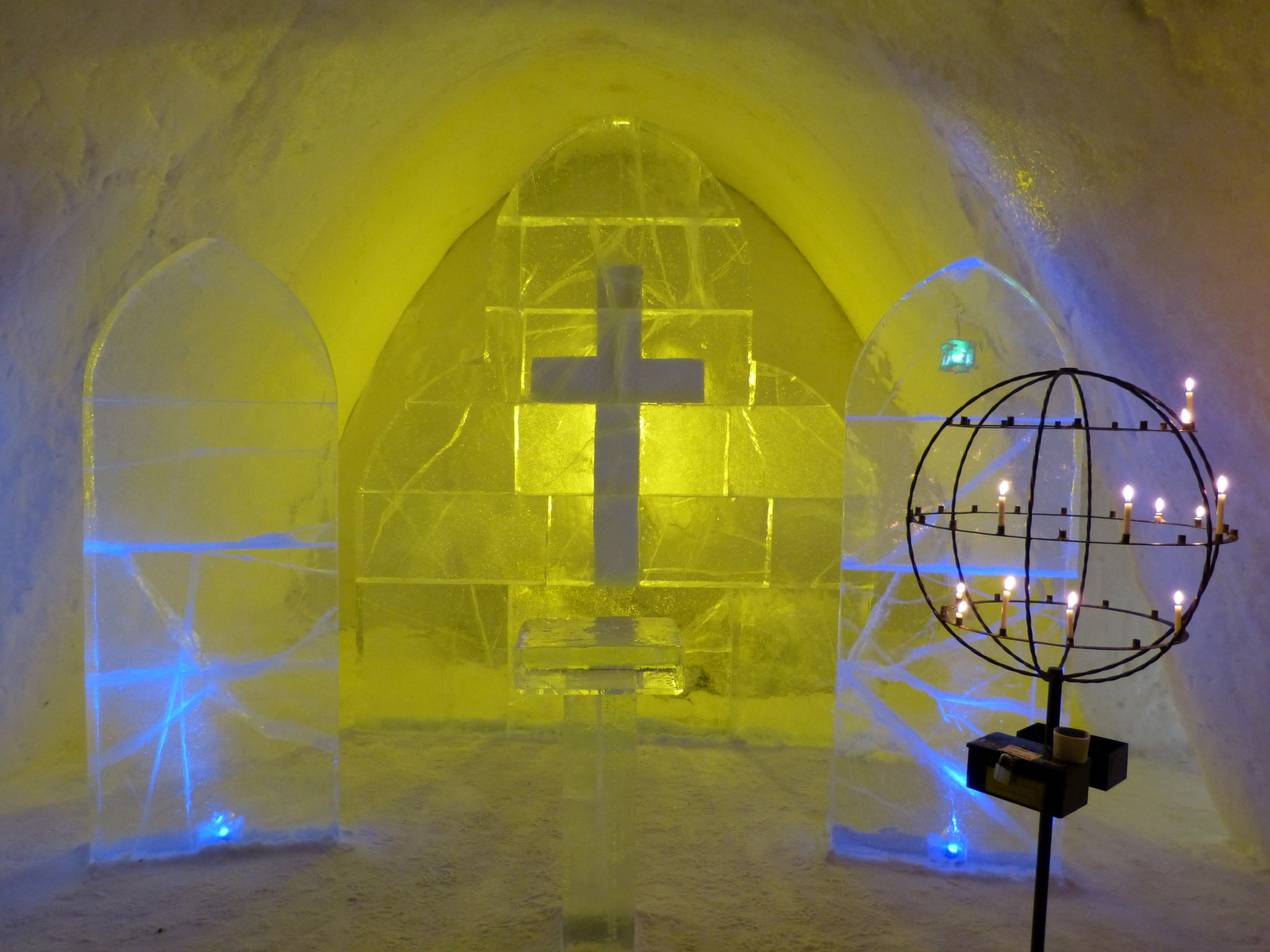
Altar der Kapelle
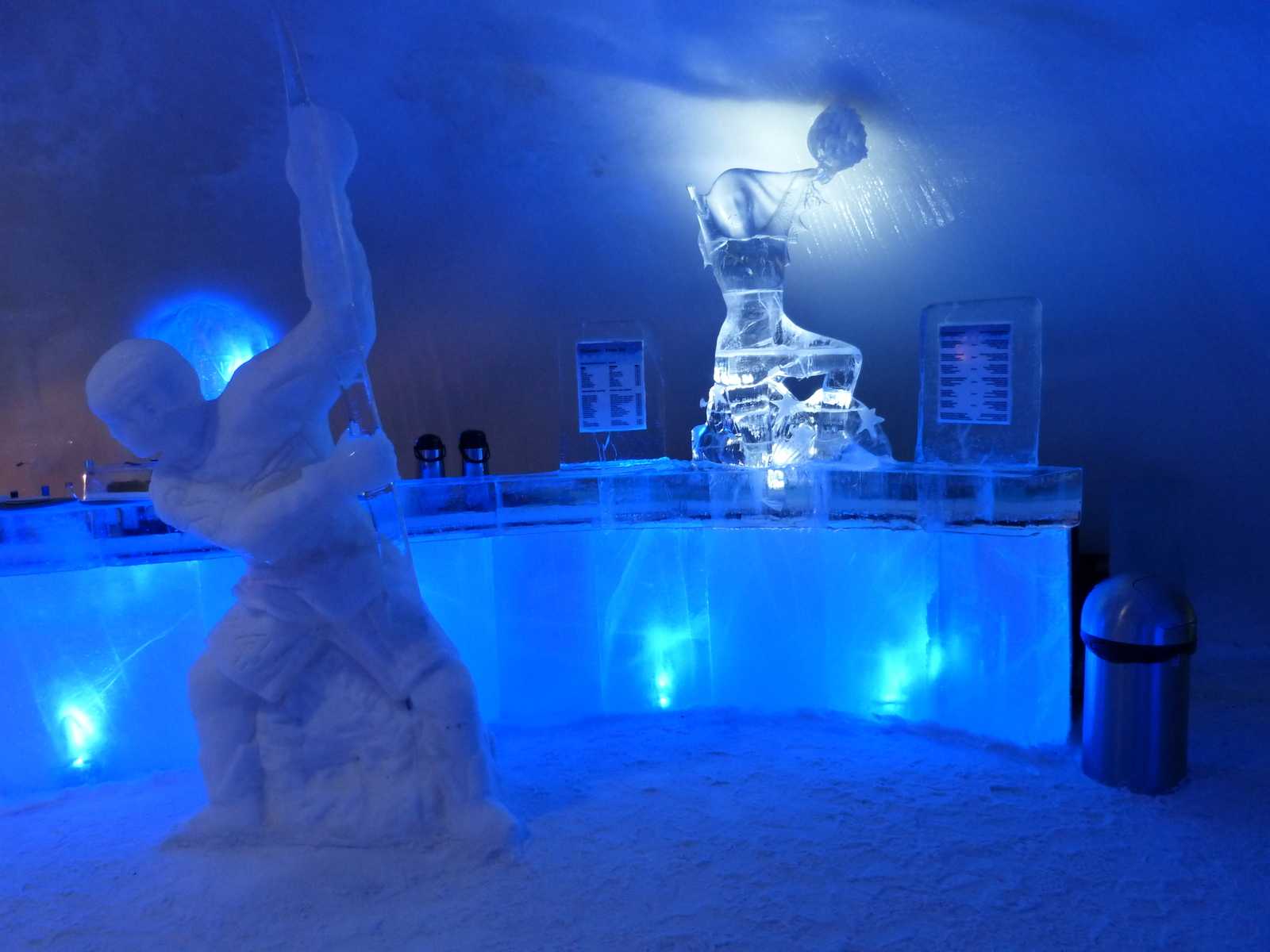
Die Bar zum Aufwärmen
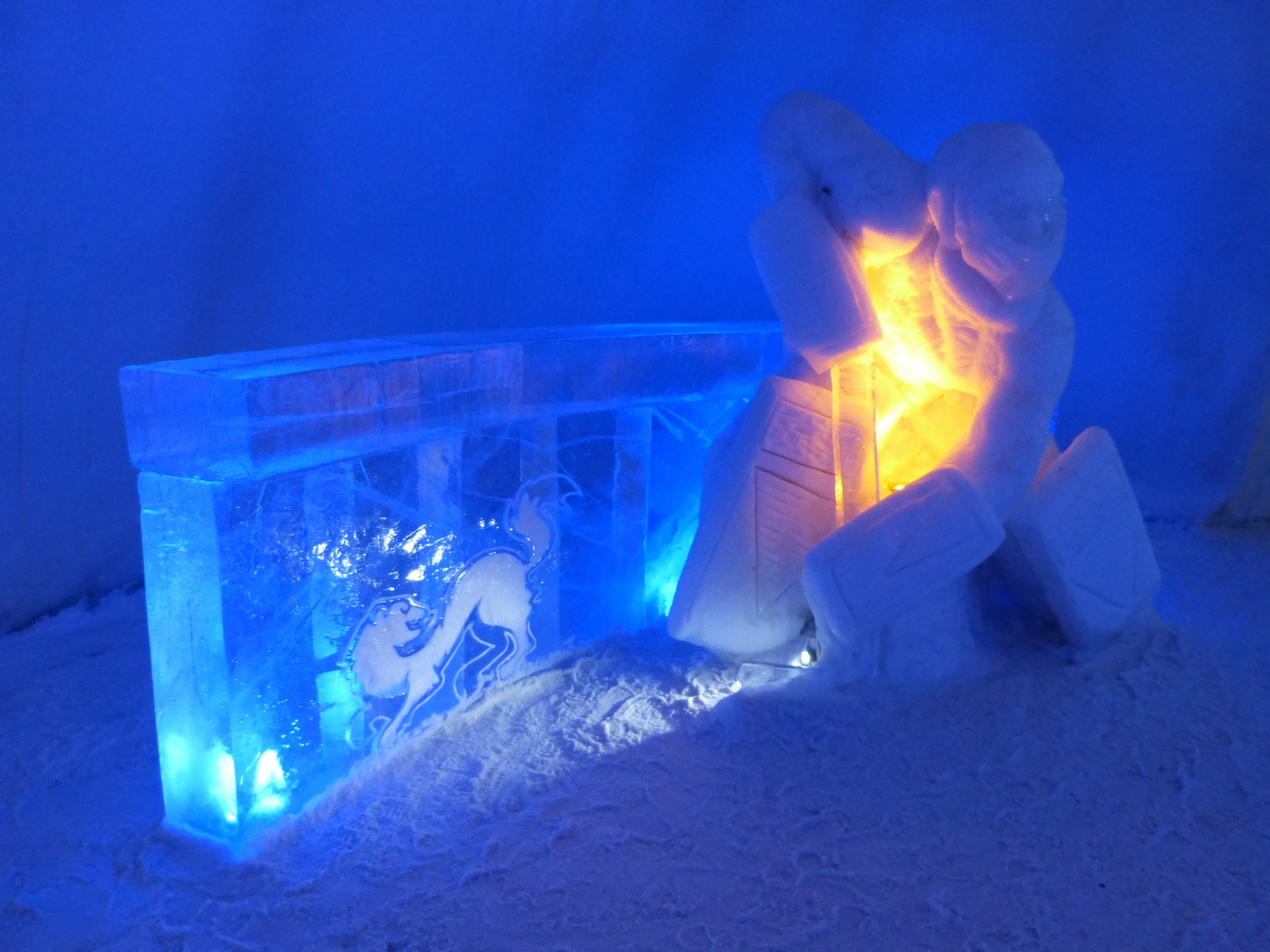
Eishockey-Spieler in der Bar
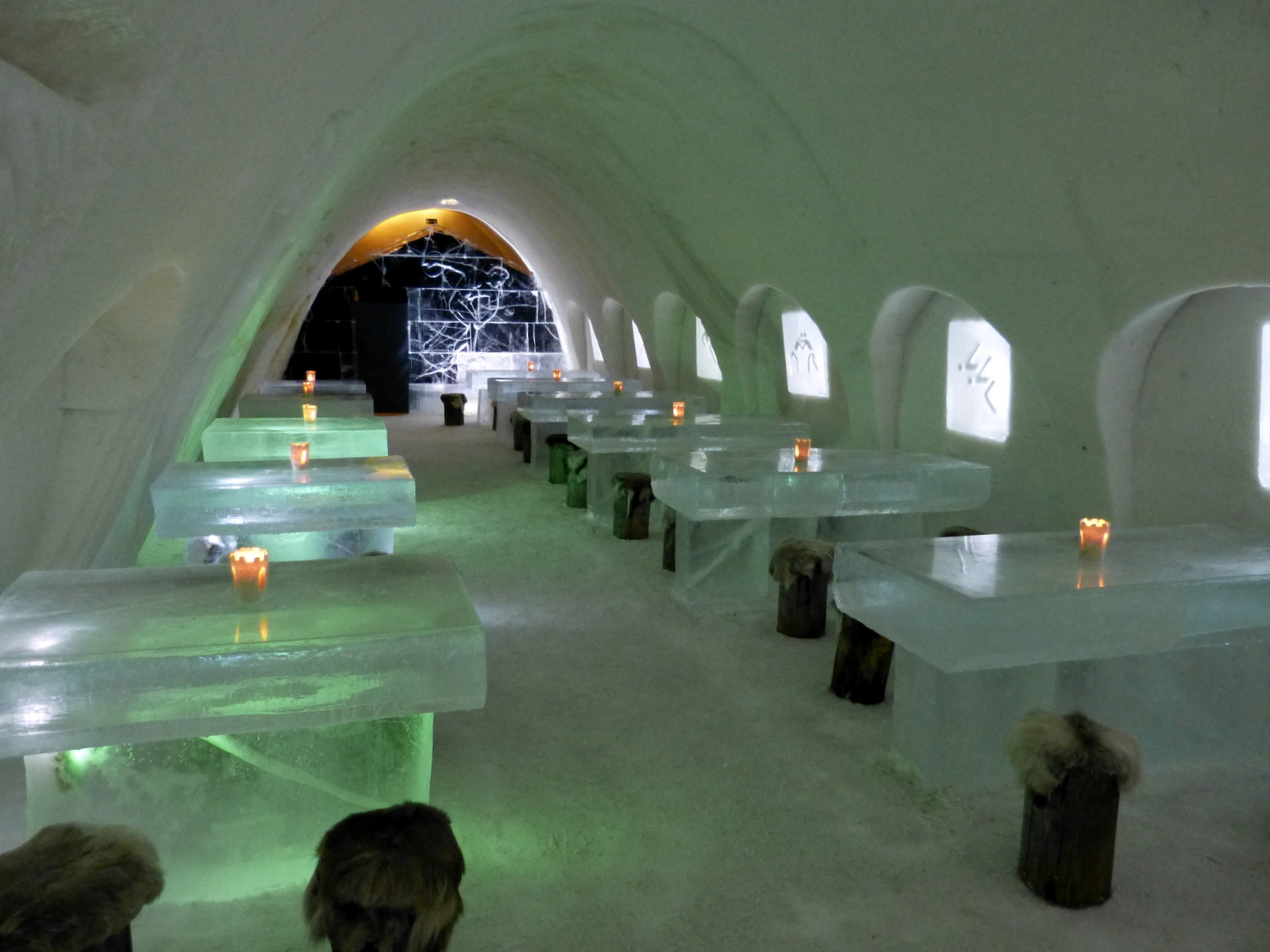
Ein Restaurant-Bereich
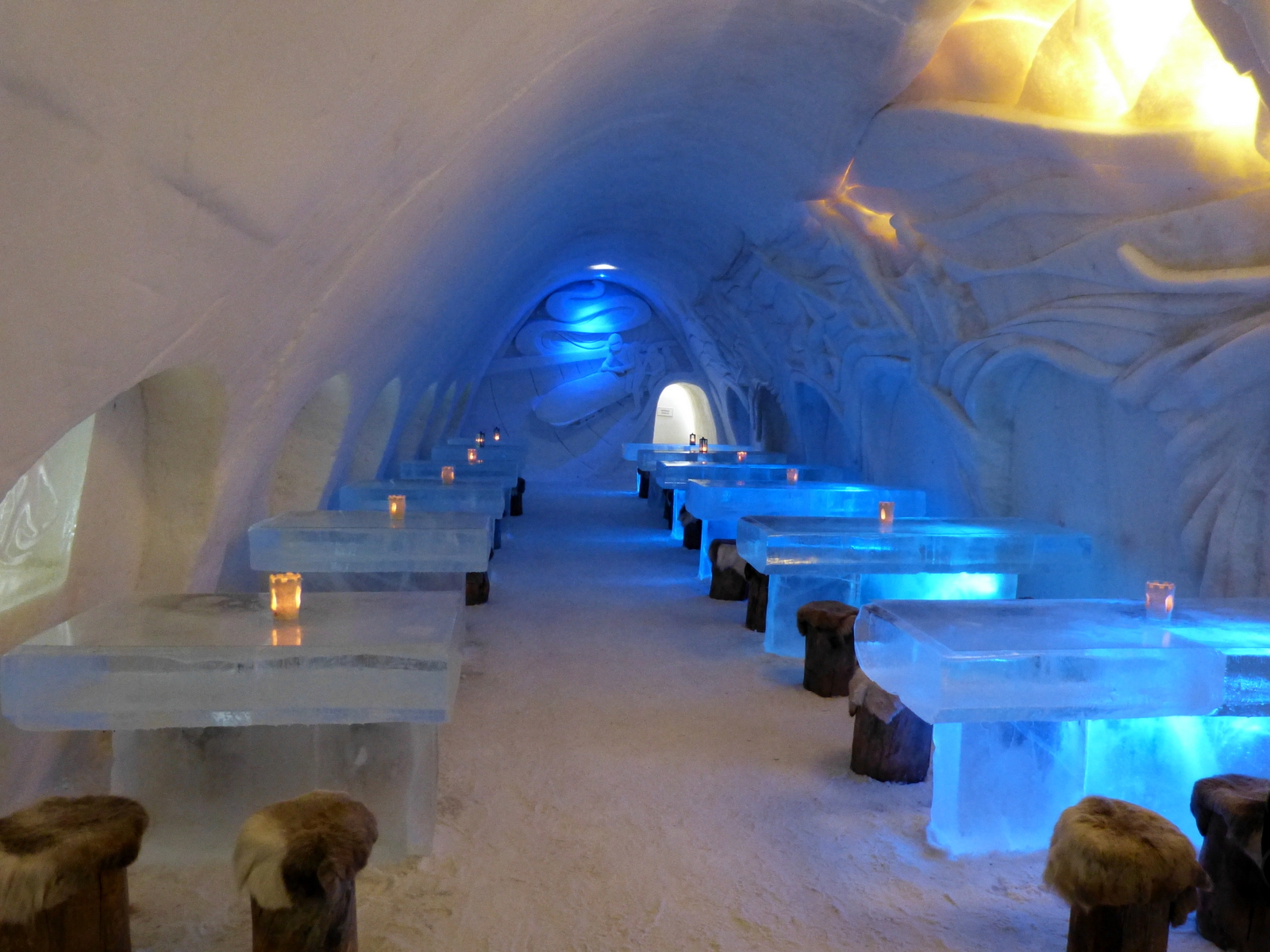
Weiterer Restaurant-Bereich